# Montescueia
Montescueia is een monotypisch geslacht van spinnen uit de  familie van de Ctenidae (kamspinnen).

## Soort
- Montescueia leitaoi Carcavallo & Martínez, 1961